# Örenäsgånggriften

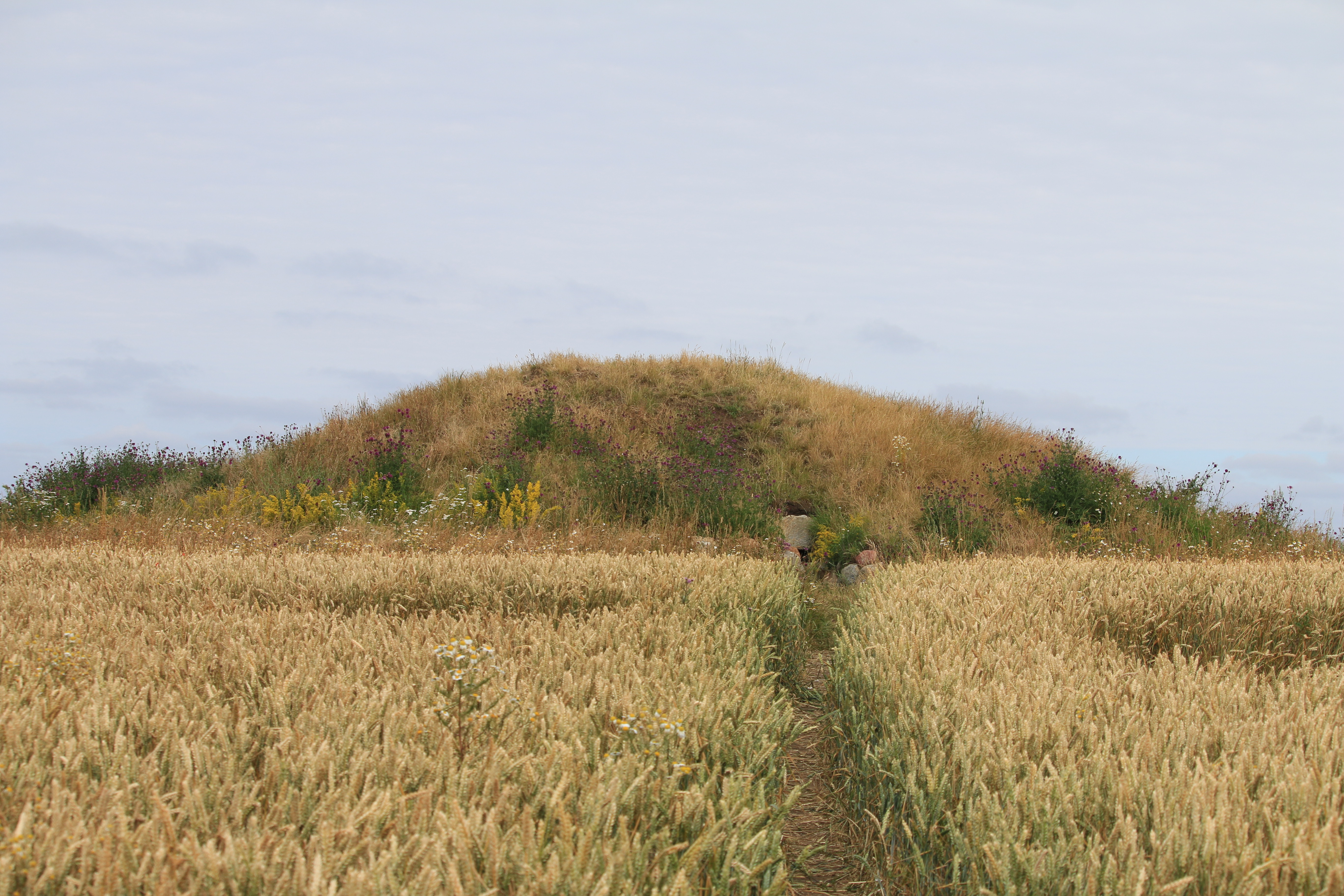
Örenäsgånggriften

Örenäsgånggriften är en stenkammargrav i Glumslövs socken i Landskrona kommun i Skåne. Den välbevarade gånggriften är belägen norr om vägen mellan fiskeläget Ålabodarna och Glumslövs kyrka, omkring hundra meter från Öresund.
Gånggriften är belägen i en hög som är 17 meter i diameter och två meter hög. Den närmast rektangulära kammaren är 4 gånger 1,7 meter stor och 1,6 meter hög. Kammaren är omgiven av fyra gavelhällar och sju hällar på långsidorna samt tre takhällar. Från kammarens östra långsida leder en sex meter lång gång ut, vilken är omgiven av sex sidohällar på vardera sida och tre takhällar. På den största takhällen finns skålgropar.
Gånggriften upptäcktes 1843 när en oxe trampade ner i den då överodlade graven. Efter upptäckten undersöktes den av Sven Nilsson som i kammaren fann krukskärvor, yxor, mejslar och en pilspets av flinta samt bärnstenspärlor. 1907 grävdes gången ut av C. Wibling då fler fynd framkom, liksom rester av sju skelett. Gånggriften och dess omgivning undersöktes åter 1951-1953 och då hittades cirka 10 000 skärvor av lerkärl tillhöriga trattbägarkulturen, vilket kan datera graven till yngre stenålder. Knappt två meter öster om gånggriften finns fyra hällar som utgör resterna av en hällkista. 

## Bilder

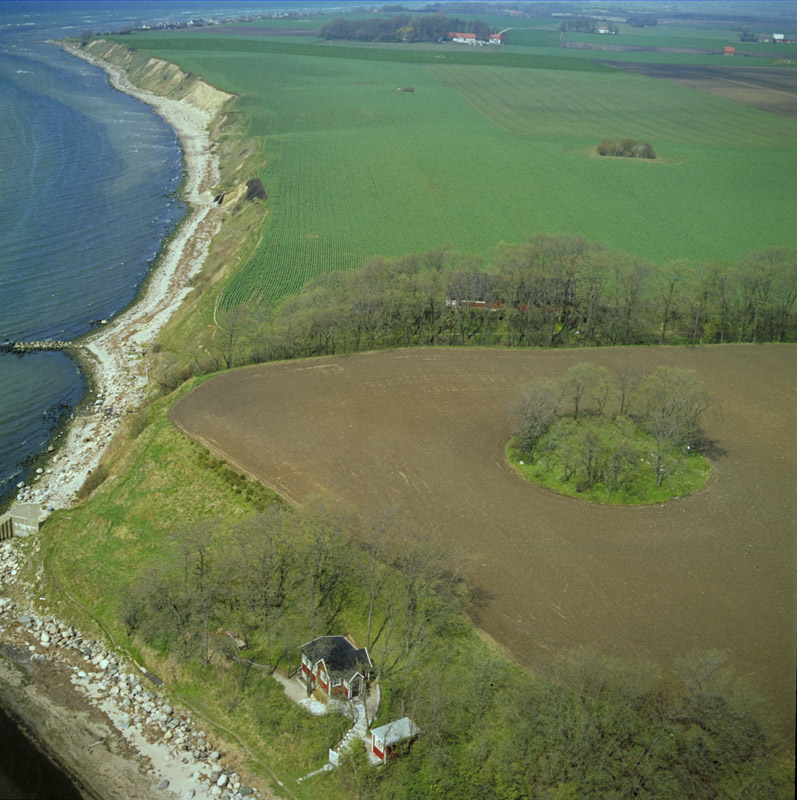
Flygbild från 1965
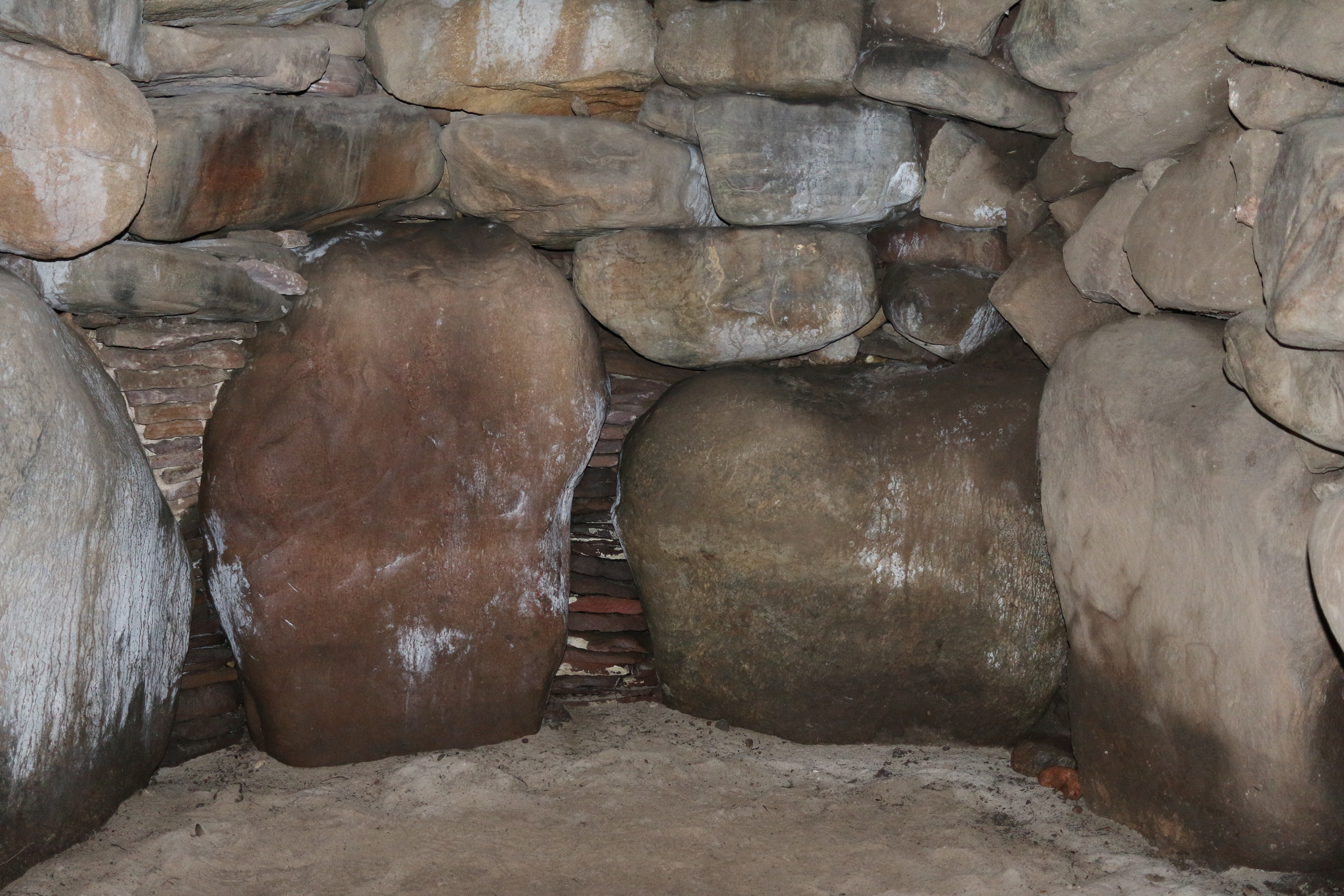
Insidan åt höger
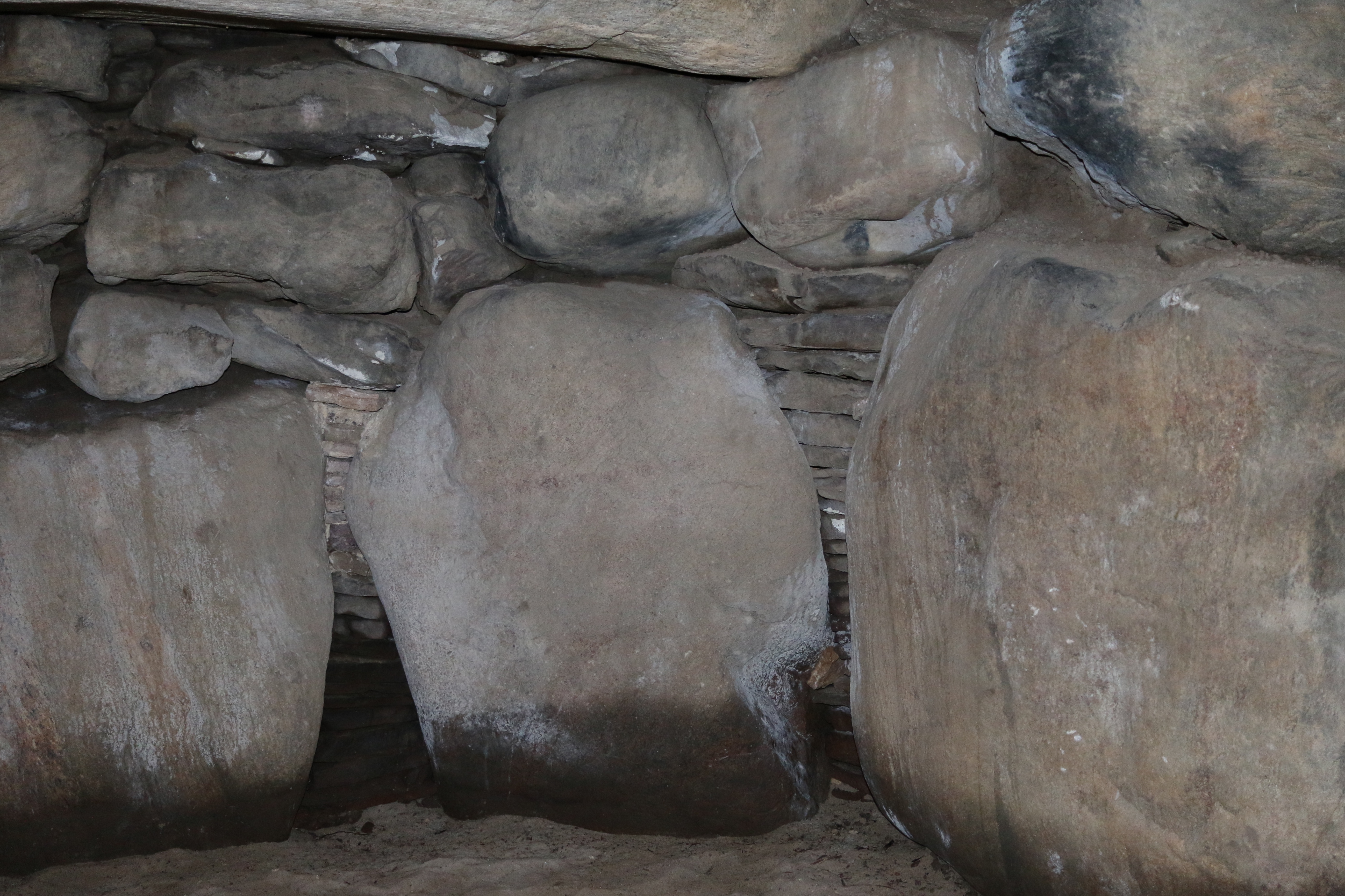
Insidan åt vänster